# IPP Open 2004
L'IPP Open 2004 è stato un torneo di tennis facente parte della categoria ATP Challenger Series nell'ambito dell'ATP Challenger Series 2004. Il torneo si è giocato a Helsinki in Finlandia dal 15 novembre 2004 su campi in cemento indoor.

## Vincitori

### Singolare
Peter Wessels ha battuto in finale  Lukáš Dlouhý con il punteggio di 4–6, 6–4, 6–3.

### Doppio
Robert Lindstedt /  Lu Yen-hsun hanno battuto in finale  Gianluca Bazzica /  Massimo Dell'Acqua con il punteggio di 6–2, 6–2.